# 人民日报相关争议
本条目介绍有关中国共产党机关报《人民日报》（包括人民网等与人民日报相关的新媒体，但不包括同属于人民日报社旗下的其他报刊）的批评与争议。

## 关于“全票当选更危险”评论
2011年3月7日，《人民日报》发表评论文章《全票当选更危险》，文章称很多省市已经全面展开党委换届，但很多地方的党委委员和书记都是全票当选，认为「这值得深思」，并指「因为中国这么大，任何事都不可能达到所有人都满意，总会有人发出不同的声音……全票当选可能是选举绑架了民意，它不能代表民众的意愿，不是选民们真心的流露……换届选举应该少些服从，多些民主」。2012年3月，《北京日报》亦刊出文章《“全票当选”不一定都是民意》。2017年10月中共十九届一中全会上，习近平全票连任中共中央总书记和中共中央军委主席职务。2018年3月17日，习近平在十三届全国人大第一次全体会议上全票再次当选国家主席和中央军委主席；前中央政治局常委王岐山則当选国家副主席。香港《蘋果日報》報道，有網民立即翻出這篇評論文章《全票當選不一定都是民意》，意圖諷刺當局。

## 疑似对毛泽东等共產黨领袖、「革命烈士」的污辱
2013年2月27日，人民日报微博转载了某小学生作文，称赞其“有如此的想象力……难能可贵”。但该学生作文中有「侮辱」中华人民共和国缔造者毛泽东及黄继光、董存瑞等「革命烈士」的情节。
2014年8月27日，《人民日报》发表了人民日报社副社长张建星的文章，文章称邓小平的伟大是因为家庭圆满、儿孙兴旺，毛泽东的问题在于身边缺少亲人的晚年孤独。新左翼司马平邦与张宏良立即分别撰文批判《人民日报》的刊文。
2018年10月24日，人民日报微博转发视频博主“美食作家王刚”制作蛋炒饭的视频。2019年11月25日人民日报微博又转发视频博主“不二食记”制作蒸水蛋的视频。由于10月24日与11月25日分别是毛泽东之子、中国人民志愿军战士毛岸英的生日与忌日，人民日报的这一举措被认为是对毛岸英的故意影射。也招致部分网民的批评。
2019年9月27日，人民日报微博发布了一则内容为“今日中国，如你所愿”话题的微博。微博配图中，有周恩来、邓小平、聂荣臻等中华人民共和国历史上的重要历史人物，然而由于没有中华人民共和国缔造者毛泽东的配图，不少网民在该微博下发表“为什么没有毛主席”的评论。
2020年5月2日，人民网下属单位人民视频的微博发布了一条名为《〈习近平讲故事〉：用人如器》的视频，视频中，天安门上悬挂的毛泽东像消失。

## 評論豆瓣与猫眼电影的评分机制立場前後矛盾
2016年12月28日，人民日报客户端发表批评豆瓣和猫眼电影的文章《恶评伤害电影产业》，就影片《长城》在两个网站上的评价作出批评。文章发出后，却引起部分媒体和网民的争议。媒体和网民认为人民日报在该文章中的引证不够恰当。豆瓣则对该事件，回应了关于网站恶意刷分的问题。然而，人民日报客户端在當日晚上8点发表另一篇立場與上篇文章完全相反的评论文《【锐评】中国电影，要有容得下“一星”的肚量》，文中总结：“中国电影，要有容得下‘打一星’的肚量。网友的评价虽然不一定就是‘权威’，但也是观众心声的投射。说到底，真正拿出立得住、传得开、留得下的作品，可能是重要得多得多的问题。”由于其前后立场完全相反再次引发网友质疑，要求人民日报表态其立场，人民日报评论部随即回复网民：“以此为准”。人民日报海外版公众号随后也发表评论文章《自信国度应该容下无数个豆瓣》，再次证实其观点。

## 宣称中国没有阶级固化
2017年4月12日，微信公众号“人民日报政文”发表题为《“阶级固化”的论调不能成立》的文章，文章指出“中国从来就不是一个‘阶级固化’的国家”，同时列举马云、刘强东、王宝强、刘邦、朱元璋等个人奋斗成功的例子。新左翼老田立即发表文章《人民日报“秀蠢猪”：为否定阶级固化把刘邦朱元璋也拿给底层“励志”》，反驳了“人民日报政文”的观点。

## 对电视剧《亲爱的，热爱的》评论摇摆不定
2019年7月31日，电视剧《亲爱的，热爱的》第39集被网友发现其地图存在与中国相关的多处领土争议。8月1日，《人民日报》在微信公众号、微博上发布《不容在中国地图上做文章》。然而前一日的《人民日报海外版》第7版出现了推荐《亲爱的，热爱的》的新闻，该新闻被豆瓣网友认为是“人民日报自己打脸”。当日17时35分左右，微博、微信公众号上的《不容在中国地图上做文章》一文被删除，微信公众号显示是《人民日报》编辑自行删除；而编辑称自己是非自愿删除此文，引发热议。有网友认为官方媒体不愿舆论失控而删除，也有网友认为是片方压制官方媒体。
10月21日，地图事件处罚结果曝光。当日23时许，《人民日报》客户端发表评论文，认为涉事企业虽然犯了低级错误，但不必一棍子打死，也不必殃及剧中演员，并称“要给犯错者改错的机会”。四川新闻网则反驳《人民日报》的观点，认为过于宽容的处罚很难让人认识到错误的严重性，知错不改。

## 报道2019冠状病毒病疫情时使用不当词汇
2020年3月16日，人民日报微博发表一篇题为“中国以外87,182例，反超了！”的数据新闻，用图表形式展示除中国大陆以外151个国家和地区累积新型冠状病毒的确诊案例及其地理分布。华中师范大学的王吉等人认为，人民日报微博发布的这则数据新闻虽然内容准确直观，具备新媒体数据化思维，但是标题使用的“反超”一词暗含“竞争”的语义色彩，有煽动情绪之嫌，缺乏人文关怀和同理心，在价值导向方面缺乏广度和深度，在传播效果方面遭到受众反感，带来了负面影响。

## 邀请高晓松参加直播活动被斥
2020年6月28日，人民日报邀请高晓松、马东等人一同联合发起“名人读名著”的公益领读直播。但直播开始后，网友集体在评论中怒斥高、马二人，导致该直播随即关闭。但随后也有部分网民支援高晓松，认为直播时高晓松并无不当言论。

## 拒登美大使文章
2020年9月9日，美国国务卿迈克·蓬佩奥发布题为《中华人民共和国虚伪的政治宣传系统》（The Hypocrisy of the PRC's Propaganda System）声明，指《人民日报》最近拒绝刊登美国驻华大使泰里·布兰斯塔德的文章，表示该行为“再次暴露中国共产党对自由言论和认真严肃思想辩论的恐惧，以及北京方面在抱怨其他国家缺乏公平对等待遇时的虚伪”。根据美国国务院上传的备份稿件，这篇题为《基于对等重置关系》（Resetting the Relationship Based on Reciprocity）的文章，指中美两国自接触以来，美国接受中国领导层呼吁，专注合作领域，搁置分歧，但中国领导层“做出承诺要着手解决我们的关切，但却未能跟进行动”，最终使得两国关系中“对美国人民重要的结果越来越少”，双边关系“变得越来越不平衡”。文章写道，当前美中关系紧张的根本原因，“是中国长期以来的策略只选择性地与美国挂钩、系统性地控制美国人进入中国社会”，因此美国采取行动，对被指非法获取美国知识产权以及进行不公平竞争的人拒发签证。布兰斯塔德呼吁两国“建立相互理解和真正对等的基础”，而这“必须从中国政府愿意解决我们对两国关系失衡的关切开始，并允许我们两国人民通过不受限制的交往和未经审查删除的讨论来建立关系”。
随后，人民日报以发言人名义发表声明，强烈抗议蓬佩奥的指控。声明指出，该报于8月26日收到美使馆的主动联络，要求在9月4日前刊登布兰斯塔德的文章，希望在27日得到答复。美使馆指明报社“文章全文刊发、不做任何修改”。报社回复美使馆，指布兰斯塔德的文章“漏洞百出，与事实严重不符，也不符合《人民日报》作为一家久负盛名、严肃专业的知名媒体对来稿选用、刊发所秉持的一贯标准”，如果美方仍希望发表文章，“应切实本着平等和相互尊重的原则，根据事实对文章做出实质性修改，在此基础上，我们愿意和美使馆保持接触与沟通”。中国外交部发言人赵立坚也在9月10日例行记者会上认为美方的举动“完全是精心设计，故意碰瓷找茬”。

## 相关争议新闻事件

### 大跃进时期报道“亩产万斤”

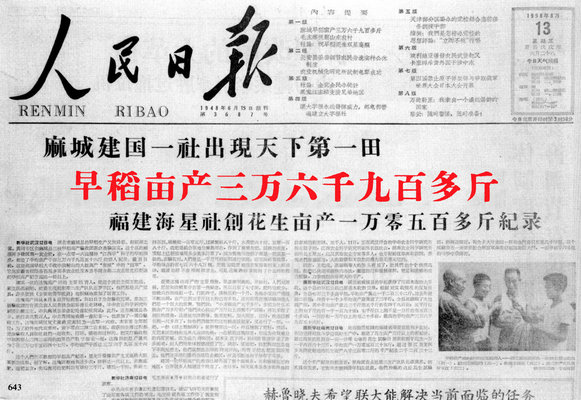
1958年8月13日的《人民日报》头版报道大跃进时期“亩产万斤”的新闻

“大跃进”时期，各地浮夸风盛行，虚报夸大宣传粮食产量。人民网认为这段时期的夸大宣传与苏联第一颗人造卫星斯普特尼克1号发射成功对应，因此称为“放卫星”。
“卫星”报道给媒体工作者留下了惨痛的教训，其中《人民日报》刊登的大量“卫星”消息尤为引人注目：1958年6月8日，人民日报报道，中国第一个人民公社河南省信阳地区遂平县嵖岈山卫星人民公社在一块2.9亩的小麦实验田里收获了3821斤小麦，相当于亩产2105斤。这篇报道往往被认为是人民日报的第一颗“卫星”。6月12日的《人民日报》一版又在头条位置刊登消息《卫星农业社发出第二颗卫星二亩九分小麦地平均亩产3530斤》。消息说, 同一个遂平“卫星农业社”, 在短短4天里将小麦亩产提高了1425斤。当年最后一颗小麦高产“卫星”是9月22日《人民日报》第六版消息《小麦冠军驾临青海出现亩产8585斤纪录》，指出这个一年无霜期只有90天的地方，有一块1.59亩的小麦实收2.9万斤。
然而，《人民日报》社内对这些新闻并非没有质疑声：人民网的评论中认为“对1958年‘放卫星’，许多报社老前辈为此汗颜。但即使在荒唐的“卫星”高潮中，仍然有勇敢的质疑声，有的记者没有完全沉默，在当时就指出高产“卫星”有不实之处”。

### 水变油假新闻
1992年8月14日，《人民日报》第4版刊文赞扬王洪成和他的“水变油”技术：“哈尔滨科学技术开发中心工程师、青年发明家王洪成近几年获得5项国家专利。他发明的膨化燃料等技术，已被应用到汽车运输等行业，经测定，节油率为44.84％，节能效果达到世界先进水平。”1992年12月13日，《人民日报》更是在第1版刊文高度肯定王洪成的“水变油”技术：“一种高效廉价的水基膨化燃料最近由国防科工委高级研究员王洪成研制成功。10毫升这种膨化药剂加一吨水经40秒种反应后，就可变成一种新型高效燃料，经鉴定，其热值可达16410大卡。”最终“水变油”技术被证实是骗人的把戏，王洪成因诈骗被抓获判刑。

### 图片报道实为PS
2009年6月26日，《人民日报》第14版刊登一份图片报道，图片说明为“广西南宁被誉为中国绿城，人与自然和谐共处”，图片作者为“李辉”，未注明工作单位。后中国新闻摄影学会理事张斌在博客中曝光该图片实际上有6处被PS复制粘贴过。

### 对2011年挪威爆炸和枪击事件凶手报道的失实
2011年7月26日，人民网发布关于2011年挪威爆炸和枪击事件的新闻《欧洲极右势力蔓延引人深思》。文章中援引一位名为“阿亚娜”的当地记者的话，“阿亚娜”称“民调显示80%的挪威民众希望判处凶手布雷维克死刑”。但《南方周末》于8月4日发文《挪威不相信死刑》，文中称挪威排名前列的两家报纸《挪威日报》和《晚邮报》根据Facebook上由“奥斯陆”发起的一项调查称，多数挪威人反对修改法律让布雷维克死刑。

### 关于公立医院药价
2018年4月10日，《人民日报》“身边事”栏目刊文《公立医院药价为啥仍比药店高》，文中称“同一个厂家、同一种商标、同一种包装、同一种数量的药：医院开的药要比外面药店的要起码贵22.2%，最高达73%”，并以“河北天方制药有限公司”“尤佳”商标的降脂药阿托伐他汀钙胶囊为例，称该种胶囊10毫克1粒、10粒装一盒，药店20.80元人民币一盒，最高不超过27元。但科学网博客一位名为“文克玲”的网友求证后发现，该文所称10粒盒装的该种胶囊价格40元左右，7粒盒装的该种胶囊价格才是27元左右，该网友称“人民日报发出这种负能量满满的文章，丝毫不核对事实，似乎也不是第一次了”。

### “甘A 88888”车牌事件
2018年10月8日，《河南商报》报道了甘肃兰州一名出租车师傅曾因见义勇为且坚持做善事，被政府奖励“甘A 88888”车牌，随后另一位司机承包该车并成为该车新主人的新闻。当晚，该新闻被人民日报官方微信公众号转载，标题为《“甘A 88888”号牌政府给了一辆出租车！网友：干得漂亮！》。10月9日，《新京报》记者从兰州市公安局交警支队获悉，“甘A 88888”车牌系2010年1月17日正式启用，并无特殊之处，更无“奖励”一说。后人民日报官方微信公众号头条推送的相关文章显示“该内容已被发布者删除”。

### 误报双黄连口服液疗效
2020年1月31日，人民网报道了中国科学院上海药物研究所和中国科学院武汉病毒研究所经过联合研究，得出双黄连口服液可抑制2019新型冠状病毒的结论。消息传出后，多地出现抢购双黄连口服液的事件。翌日，人民日报微博发布特别提醒，称“抑制并不等于预防和治疗”。后经证实，“双黄连口服液可抑制新型冠状病毒”一事系公众“误传”。但也有网民对人民日报在本次事件中的报道处理表示不满。

### 传播自制防护服谣言事件
2020年1月31日，人民日报官方微博账号发布微博，宣称“武汉协和医院西院自制口罩及塑料袋充作防护服”。该消息在发布三小时后被武汉协和医院官微辟谣。

### 错误报道刘胡兰死因
2022年7月7日，人民日报公众号发表题为“85年前的今天，不能忘！”的文章，文中称：“1947年，刘胡兰被日军抓捕”，而日军在1945年投降。

### 「整个国家都洋溢着乐观向上的氛围」专访
2024年2月2日，人民日报在第3版刊发对德国的共产党国际关系书记科佩（Renate Koppe）的专访文，称赞在中共领导下「整个国家都洋溢着乐观向上的氛围」，由于与此时中国经济低迷，股市大幅下跌的情况形成巨大反差，引起众多民众不满。

## 工作人员相关争议

### 人民日报社副社长邓亚萍的演讲
2010年12月8日，新任人民日报社副秘书长、“人民搜索”总裁邓亚萍在北京邮电大学的演讲中称“《人民日报》创刊62年来‘从未出现假新闻’”，引发舆论哗然，被轰“幼稚”。另据报导，有学生当场向邓亚萍发问：“人民搜索究竟是为党搜索还是为人民搜索”，邓亚萍连忙转移话题没有作答。人民网的相关报道中则未见邓亚萍的这句言论。

### 记者赵婀娜在总理记者招待会上的提问
2013年3月19日，在第十二届全国人民代表大会第一次会议总理记者招待会上，人民日报、人民网记者赵婀娜向中华人民共和国国务院总理李克强提问：“总理您好，我是人民日报和人民网的记者。很多人都认为，新一届政府所面临的任务十分艰巨。那么，我想请问总理，您的施政目标是什么？您打算首先去解决的主要问题又是什么？谢谢。”有网友认为记者的提问方式“很抒情，像在朗诵一首政治诗”，也有网友认为该记者戏份太过矫情装嗲，表情不够严肃，问题华而不实，甚至似乎在向李克强暗送秋波。深圳广电集团认为人民日报记者“遭遇胡一虎式的尴尬”。

### 人民日报传媒海南“公号私用”追星
2020年3月3日，名为“人民日报传媒海南”的微博用户发表微博，微博称赞中国歌手肖战是“王羲之笔下的茂林修竹”。该微博发出后，遭到网民质疑其账号公号私用。3月4日，“人民日报传媒海南”发表头条文章《关于转发明星肖战超话贴子的严正声明》，称其与肖战团队没有任何接触，更不存在任何利益关系，并称已开除当事员工。

### 招聘海外社交媒体运营人员事件
《人民日报》2020年5月12日在Facebook发文，征求海外社交媒体的经营人才，包含Facebook、Twitter、Instagram、YouTube等社交媒体，预计招募1名外籍专家和2名海外SNS编辑，除要求具大学同等学历者，并且有2年以上媒体相关工作经验外，还强调须有「吃苦耐劳，具备团队合作精神」。《自由时报》称有台湾网友讽刺其可能蓄意“带头翻墙”。	更有甚者认为“只许州官放火，不许百姓点灯”。

### 人民日报原副总编梁衡拒绝他人转载文章
2022年9月，包括昆仑策网、红歌会网等多家网站收到浙江省余姚市人民法院的传票，指控这些网站因转载《人民日报》原副总编梁衡的文章，侵犯宁波智码科技有限公司的信息网络传播权，并索赔2.5万元。

## 相关误植事件

### “温家室”误植事件
中共中央政治局常委、國務院總理温家寶在2010年12月29日主持召開國務院常務會議，決定實施天然林資源保護二期工程。《人民日報》12月30日在頭版報導新華社通稿，第四版轉接稿件時出現“温家室主持召開國務院常務會議”的標題，錯誤把温家寶的名字寫成“温家室”。事件在網上引起熱烈討論，更引起外國傳媒，包括日韓傳媒的報導。事后盛傳該報值班主任，正廳級降職，印刷廠副廠長、排版、設計等17人均被處分。其后證實温家寶在知情後要求報社對相關人士寬大處理，事件中没有任何人受到實際處分。

### “以同志为核心的党中央”误植事件
据推特用户“李老师不是你老师”于2023年3月31日的推文称，有部分单位要求紧急停发《人民日报》3月30日的报纸，并将已停投的报纸就地销毁。后该用户又发出后续，指该日报纸第五版的文章《团结奋斗是中国人民创造历史伟业的必由之路》中，错将“以习近平同志为核心的党中央”写为“以同志为核心的党中央”，即漏印“习近平”三字。但人民日報網路版有未漏掉字的完整原文。

### 其他误植事件
北京日报报业集团的《新闻与写作》杂志对《人民日报》2015年至2016年的新闻报道作分析，找出了其中的50个语言错误，包括错别字、语病、成语误用等。

## 与其他媒体的争执

### 与《博物》就抄袭问题的争执
2015年8月27日，人民日报微博发布一条小标题为“2015最美中国榜发布 中国最美的风景就在这里了”的推文。该推文发布后，《博物》杂志的官方微博发表了“题为给@人民日报的第二封信”的长微博。《博物》的长微博指出，人民日报微博内容全部抄袭自《中国国家地理》杂志2005年第10期《选美中国》一文的内容。此外，经《博物》查证，“2015年最美中国榜”并没有人民日报微博中介绍的景点。后人民日报方面删除相关内容，但未对《博物》的质疑做出回应。

### 与新华社就快播涉黄案的争执
2016年1月7日至8日，快播涉黄案在北京市海淀区人民法院开庭审理。庭上，被告王欣等快播高层人物拒绝认罪。1月9日，新华社和人民日报各自发表对此事的评论。新华社评论认为，即使相信快播有罪，也要为这个团队精彩的辩词报以掌声。人民日报评论则称，即使快播方的辩词再精彩，也不应当赢得掌声。九派新闻梳理网友评论发现，网友普遍批评人民日报评论是现行定论、甚至有罪推定，部分网友支持新华社的立场，也有网友认为两大喉舌的基调是一样的。厦门大学新闻传播学院教授邹振东和环球时报则认为，人民日报和新华社的评论并不矛盾，而是同属一个声音，只不过是从不同角度评论此案。

### 与新华社因“娘炮”问题的争执
2018年9月6日，新华社评论员“辛识平”发表评论《“娘炮”之风当休矣》，对娘炮群体表示否定与批评态度。9月7日，人民日报在其官方微博上则称，不认同“娘炮”“不男不女”等带贬损性的说法。9月12日，人民网健康全媒体平台人民健康网转载了《中国妇女报》的文章《多位专家谈“娘炮”现象争议 男女气质不能简单化二元对立》，文章中，多位专家表示，对于“娘炮”现象的争论，“折射出一个重要的话题，就是性别角色刻板印象仍然影响着我们的行为”。

## 对人民日报的负面称呼

### 二流报纸
时任中国共产党中央委员会主席毛泽东曾多次批评人民日报刊发的稿件及社论。1957年，《人民日报》长时间未对“双百”方针进行主动宣传，导致毛泽东批评《人民日报》“违反党中央的政治方针”。1957年4月26日，毛泽东在《大公报》报头亲自批示《人民日报》为“二流报纸”。1966年3月18日，毛泽东在西湖旁边的刘庄召开小型会议，时任《人民日报》总编辑吴冷西列席会议。会议结束前，毛泽东对吴冷西批评“《人民日报》登过不少乌七八糟的东西”，并称《人民日报》“没有马克思主义”。
2012年4月27日，时任人民日报社社长张研农在复旦大学演讲，提到毛泽东“《人民日报》是二流报纸”的观点，但也称近年来《人民日报》作为主流媒体不断进行抓思想、抓深度的探索，并以当时的新闻薄熙来事件为例，称“《人民日报》仍然是中国主流舆论的首席代表”。